# Qintex
Qintex est un conglomérat australien, fondé par Christopher Skase (en) en 1975 et dissous en 1995. 

## Historique
La croissance de Qintex se fait dans l'hôtellerie grâce au Mirage Sheraton à Port Douglas, le Mirage Gold Coast puis le Princeville Mirage à Hawaï.
En 1984, Qintex rachète à Ansett Transport Industries la chaîne de télévision de Brisbane TVQ-0, puis les chaînes HSV-7 (Melbourne) et Australian Television Network (Channel 7) (Sydney). En 1988, Qintex acquiert sept nouvelles chaînes, notamment SAS (Adelaïde) et TVW-7 (Perth).  
En 1989, endetté, Qintex revend ses trois hôtels et tente de racheter à Kirk Kerkorian une partie de MGM/UA. Incapable de rembourser ses banquiers, Qintex est déclaré en faillite la même année. 